# Pedogeografie

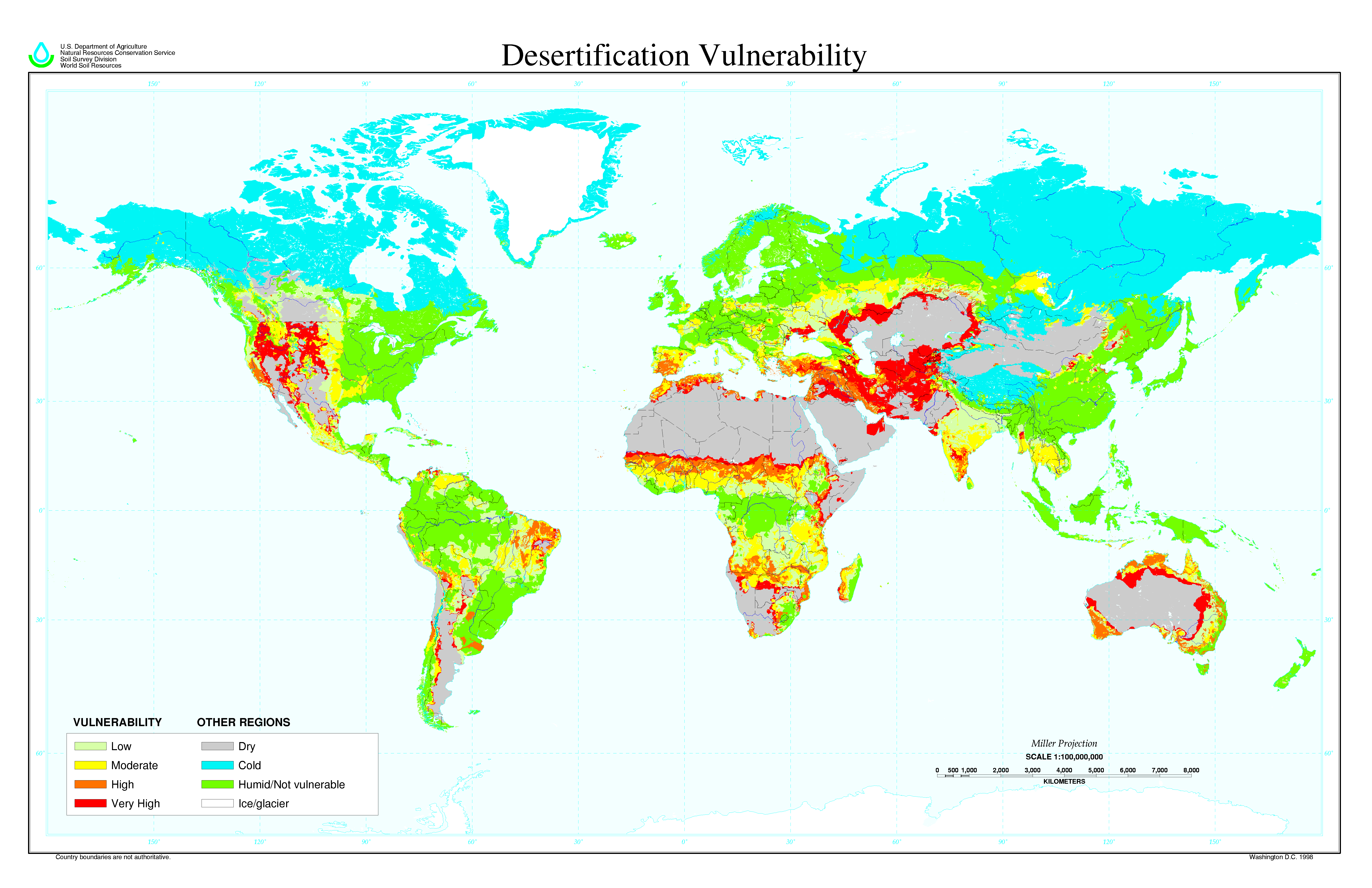
Ohrožení půd desertifikací

Pedogeografie, nebo též geografie půd, je dílčí věda fyzické geografie. Úzce souvisí s pedologií, se kterou se prolíná a vzájemně doplňuje. Zabývá se především studiem prostorového rozmístění jednotlivých půdních typů a druhů na Zemi. Pedosféru studuje jako součást krajinné sféry a zabývá se též jejími vztahy s ostatními geosférami. Zakladatelem pedogeografie je ruský geograf, geolog a pedolog Vasilij Vasiljevič Dokučajev.